# Escalier de Penrose

L'escalier de Penrose.

L'escalier de Penrose est un objet impossible prenant la forme d'un escalier. Il a été conçu en 1958 par le généticien britannique Lionel Penrose, en se basant sur le triangle de Penrose créé par son fils, le mathématicien et physicien Roger Penrose.

## Description
L'escalier de Penrose est une représentation en deux dimensions d'un escalier faisant quatre virages à angle droit, revenant ainsi à son point de départ ; selon la perception commune, les marches semblent former une boucle, constituant une perpétuelle montée (ou descente, selon le sens de rotation) ; en d'autres termes, il semble n'y avoir ni point le plus haut, ni point le plus bas.

## Histoire
Cette figure a été présentée en même temps que les autres objets impossibles créés par les Penrose, dans un article publié en 1958 dans le British Journal of Psychology.
L'artiste suédois Oscar Reutersvärd avait imaginé un escalier impossible plusieurs années avant les Penrose, mais ces derniers n'en avaient pas connaissance lorsqu'ils ont créé le leur.
En 1970, Richard Gregory a montré qu'on peut créer des objets qui, vus depuis un certain point, se dessinent en perspective ou se photographient comme le dessin de Penrose. Il classe le dessin parmi les perceptions paradoxales, et l'explique par l'absence de détails dans la représentation. En l'absence d'indices, nous supposons que les angles sont droits, que les marches sont horizontales, et que deux lignes proches se touchent, comme c'est le cas en général.

## Analyse
En 1983, Nicholas Falletta propose de découper l'escalier en tranches horizontales, pour analyser rationnellement l'illusion qu'il créée.
Un dessin en perspective représente sur une surface plane un objet en volume. Du point de vue mathématique et logique, une infinité d'objets à trois dimensions ont la même projection dans un espace à deux dimensions. La perception de la profondeur dans un dessin en perspective est donc nécessairement une interprétation, basée sur la connaissance préalable des objets,.
On peut réaliser des objets qui, observés depuis un point de vue précis, apparaissent exactement comme le dessin de Penrose,,,.
Création de l'illusion d'optique
Les vues partielles gauche et droite de l'escalier de Penrose sont perceptibles individuellement. Lorsque les deux vues partielles sont combinées pour former l'escalier de Penrose complet, une figure impossible apparaît.

Partie gauche de l'escalier de Penrose
L'escalier de Penrose
Partie droite de l'escalier de Penrose

## Inspirations

### En dessin et en musique

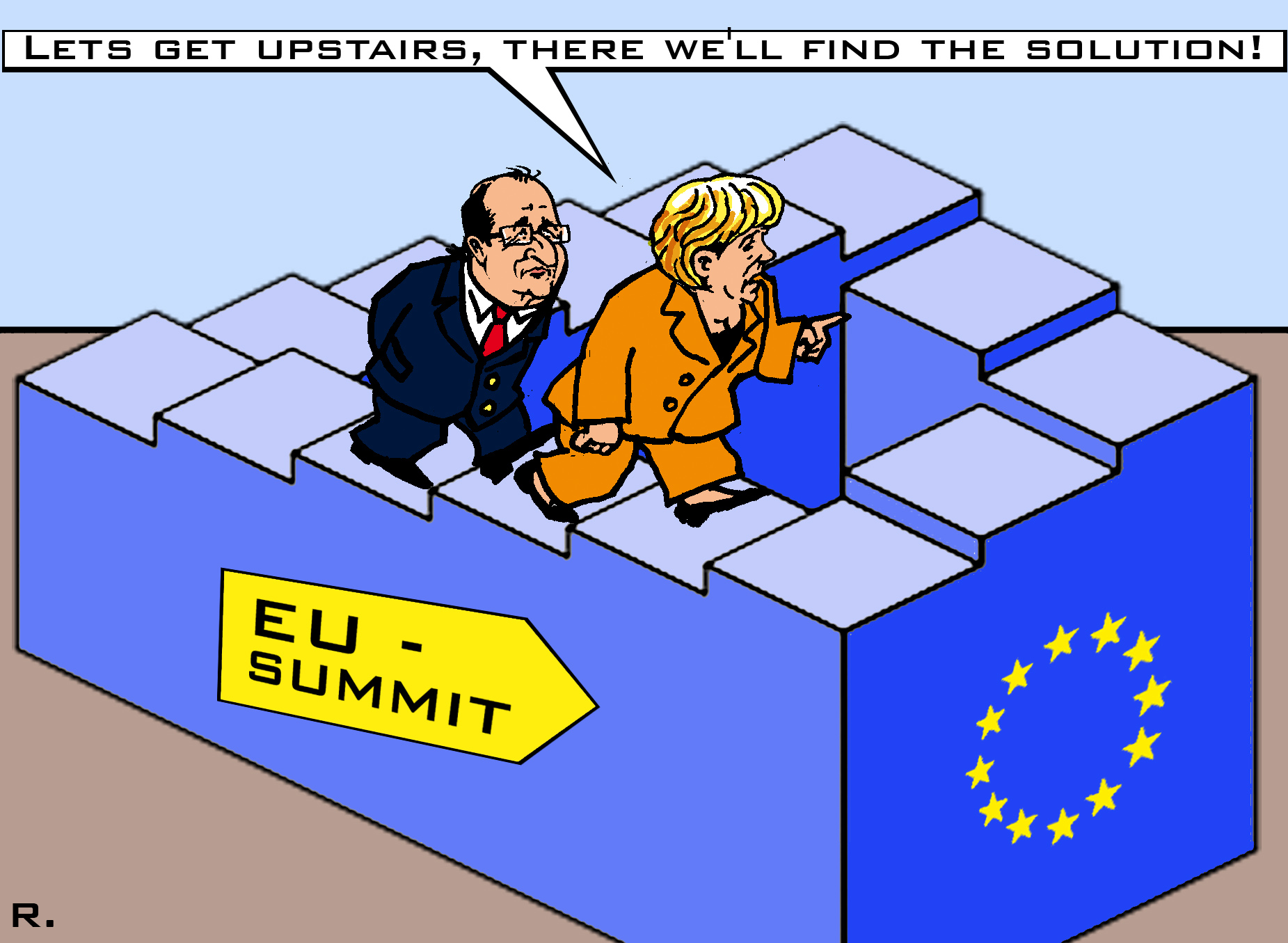
Dessin de presse de Rachel Gold paru dans le Tiroler Tageszeitung. Le président français, François Hollande, et la chancelière allemande, Angela Merkel, gravissent un escalier de Penrose à la recherche d'une solution au sommet du Conseil européen d'octobre 2012.

L'escalier de Penrose est repris en 1960 par l'artiste M. C. Escher dans une de ses œuvres, Montée et Descente, dans laquelle l'escalier est intégré au toit d'un monastère dont les moines font pénitence en le gravissant et en le descendant sans fin. C'est d'ailleurs après avoir découvert des œuvres antérieures d'Escher que Roger Penrose s'en était inspiré pour créer ses objets impossibles, et notamment cet escalier avec son père.
En 1964, le psychologue Roger Shepard crée une séquence sonore appelée gamme de Shepard dont les notes semblent paradoxalement monter sans fin. Dans son article présentant sa séquence sonore, Shepard fait le rapprochement avec l'escalier de Penrose et en reproduit un dessin ; cette comparaison est reprise dans de nombreux articles sur la gamme de Shepard,,. De plus, Shepard dessine en 1990 une adaptation de l'escalier de Penrose dans son ouvrage Mind Sights, dans lequel il indique également que l'escalier de Penrose lui a inspiré un dessin paradoxal intitulé Gradus ad Parnassum,.
La pochette de l'album Angles du groupe de rock américain The Strokes en 2011 reprend aussi cette figure.
Le clip de Here I Am de Tom Odell en 2016 met en scène Kevin Spacey gravissant un escalier de Penrose infini,.
Le rappeur belge Damso y fait référence en 2018 dans les paroles de Même issue sur l'album Lithopédion pour évoquer son ascension sociale : « J'ai monté les marches mais l'escalier est en Penrose ».

### Dans les œuvres de fiction
Certaines œuvres de fiction utilisent un escalier de Penrose dans leur intrigue, exploitant ses propriétés uniques.

#### En littérature
En 2000, Andrea Camilleri parle de l'escalier de Penrose dans La Disparition de Judas avec un anachronisme, le livre se passant en 1890.

#### Au cinéma
En 1986, dans le film Le Nom de la rose de Jean-Jacques Annaud, adaptation du roman éponyme d'Umberto Eco, l'escalier de Penrose est présent dans la bibliothèque labyrinthique de l'abbaye bénédictine.
La figure inspire en 2006 à Goo-Shun Wang un court métrage d'animation intitulé Hallucii, dans lequel un homme ivre se retrouve piégé dans un escalier de Penrose.
Le paradoxe de l'escalier de Penrose est également mis en évidence en 1998 dans le film Chapeau melon et bottes de cuir.
On la trouve en 2010 dans le film Inception. Dans ce dernier, l'escalier permet d'échapper aux menaçantes projections des subconscients : en effet, étant un escalier complexe, le rêveur peut le passer car il en est le créateur, mais pas les projections, car elles ne s'attendent pas à cela.

#### En bande dessinée
L'album Le Masque d'Horus de la série de bande dessinée Papyrus utilise un escalier de Penrose dans un temple secret. Si le lecteur reconnaît la forme, Papyrus lui-même ne se rend pas compte de l'anomalie en l'observant, mais une fois qu'il s'y engage, il constate à sa grande surprise qu'il est revenu au même point en ne faisant que descendre. Les prêtres du temple, eux, savent que l'escalier ne mène nulle part.
Dans un des gags de la bande dessinée Game Over, on peut voir le petit barbare coincé dans un escalier de Penrose. Il ne fait que monter, mais revient toujours au même point, ce qui déclenche le game over.
La bande dessinée Nabuchodinosaure reprend ce même principe, sous la forme d'une rivière que Nabucho essaie de descendre grâce à un tronc d'arbre.